# Eirik Lamøy
Eirik André Lamøy (Harstad, 7 novembre 1984) è un ex calciatore norvegese, di ruolo attaccante.

## Carriera

### Club

#### Harstad, Tromsdalen e Degerfors
Lamøy ha iniziato la carriera con la maglia dell'Harstad. È rimasto in squadra dal 2002 al 2003, il primo anno in 2. divisjon e il secondo in 3. divisjon. Il 7 gennaio 2004 è stato acquistato dal Tromsdalen, club militante in 1. divisjon. Ha debuttato con questa maglia il 12 aprile dello stesso anno, subentrando a Bjørn Strøm nel pareggio per 1-1 in casa del Vard Haugesund. A fine stagione, il Tromsdalen è retrocesso in 2. divisjon. Lamøy è rimasto in squadra e ha contribuito con 3 reti in 22 partite al pronto ritorno nella categoria superiore.
Nel 2006, si è trasferito agli svedesi del Degerfors, formazione militante nella Superettan. Un anno più tardi è tornato al Tromsdalen. Al termine del campionato 2007, la squadra è retrocessa ancora in 2. divisjon, per essere promossa l'anno successivo.

#### Sandefjord
Dal 1º gennaio 2009, è passato al Sandefjord. Ha debuttato per il club il 10 maggio, nella sfida valida per l'edizione stagionale del Norgesmesterskapet contro lo Stathelle: il Sandefjord si è imposto in trasferta per 2-4. Il 14 giugno 2009 ha esordito anche nell'Eliteserien, sostituendo Rune Hansen nel pareggio per 1-1 in casa del Tromsø. Il 12 luglio è arrivato il primo gol nella massima divisione norvegese, nel successo per 1-2 contro il Fredrikstad. La squadra ha raggiunto la salvezza nel campionato 2009, ma è retrocessa l'anno seguente.
Nel campionato 2012, il Sandefjord ha raggiunto un piazzamento valido per partecipare alle qualificazioni all'Eliteserien, ma è stato eliminato dall'Ullensaker/Kisa. Il 4 febbraio 2014 ha rinnovato il contratto che lo legava al Sandefjord per altre due stagioni. Alla fine di quella stessa annata, la squadra ha riconquistato un posto nella massima divisione norvegese, grazie al primo posto finale in campionato.

### Nazionale
Ha partecipato alla Coppa del mondo VIVA 2006 con la Selezione dei Sami, diventando capocannoniere della manifestazione con 6 reti, assieme a Tom Høgli e Steffen Nystrøm.

## Statistiche

### Presenze e reti nei club
Statistiche aggiornate al 1º gennaio 2016.
| Stagione          | Club              | Campionato        | Campionato | Campionato | Coppe nazionali | Coppe nazionali | Coppe nazionali | Coppe continentali | Coppe continentali | Coppe continentali | Supercoppe | Supercoppe | Supercoppe | Totale | Totale |
| Stagione          | Club              | Comp              | Pres       | Reti       | Comp            | Pres            | Reti            | Comp               | Pres               | Reti               | Comp       | Pres       | Reti       | Pres   | Reti   |
| ----------------- | ----------------- | ----------------- | ---------- | ---------- | --------------- | --------------- | --------------- | ------------------ | ------------------ | ------------------ | ---------- | ---------- | ---------- | ------ | ------ |
| 2002              | Harstad           | 2D                | 22         | 8          | CN              | ?               | ?               | -                  | -                  | -                  | -          | -          | -          | 22+    | 8+     |
| 2003              | Harstad           | 3D                | 17         | 10         | CN              | ?               | ?               | -                  | -                  | -                  | -          | -          | -          | 17+    | 10+    |
| Totale Harstad    | Totale Harstad    | Totale Harstad    | 39         | 18         |                 | ?               | ?               |                    | -                  | -                  |            | -          | -          | 39+    | 18+    |
| 2004              | Tromsdalen        | 1D                | 21         | 0          | CN              | ?               | ?               | -                  | -                  | -                  | -          | -          | -          | 21+    | 0+     |
| 2005              | Tromsdalen        | 2D                | 22         | 3          | CN              | ?               | ?               | -                  | -                  | -                  | -          | -          | -          | 22+    | 3+     |
| 2006              | Degerfors         | S                 | 23         | 2          | CS              | ?               | ?               | -                  | -                  | -                  | -          | -          | -          | 23+    | 2+     |
| 2007              | Tromsdalen        | 1D                | 13         | 3          | CN              | ?               | ?               | -                  | -                  | -                  | -          | -          | -          | 13+    | 3+     |
| 2008              | Tromsdalen        | 2D                | 24         | 17         | CN              | ?               | ?               | -                  | -                  | -                  | -          | -          | -          | 24+    | 17+    |
| Totale Tromsdalen | Totale Tromsdalen | Totale Tromsdalen | 80         | 23         |                 | ?               | ?               |                    | -                  | -                  |            | -          | -          | 80+    | 23+    |
| 2009              | Sandefjord        | ES                | 14         | 1          | CN              | 2               | 0               | -                  | -                  | -                  | -          | -          | -          | 16     | 1      |
| 2010              | Sandefjord        | ES                | 24         | 4          | CN              | 4               | 0               | -                  | -                  | -                  | -          | -          | -          | 28     | 4      |
| 2011              | Sandefjord        | 1D                | 29         | 7          | CN              | 3               | 0               | -                  | -                  | -                  | -          | -          | -          | 32     | 7      |
| 2012              | Sandefjord        | 1D                | 30+1       | 4+0        | CN              | 5               | 3               | -                  | -                  | -                  | -          | -          | -          | 36     | 7      |
| 2013              | Sandefjord        | 1D                | 29         | 8          | CN              | 2               | 0               | -                  | -                  | -                  | -          | -          | -          | 31     | 8      |
| 2014              | Sandefjord        | 1D                | 22         | 2          | CN              | 0               | 0               | -                  | -                  | -                  | -          | -          | -          | 22     | 2      |
| 2015              | Sandefjord        | ES                | 16         | 0          | CN              | 1               | 0               | -                  | -                  | -                  | -          | -          | -          | 17     | 0      |
| Totale Sandefjord | Totale Sandefjord | Totale Sandefjord | 164+1      | 26+0       |                 | 17              | 3               |                    | -                  | -                  |            | -          | -          | 182    | 29     |
| Totale            | Totale            | Totale            | 306+1      | 69+0       |                 | 17+             | 3+              |                    | -                  | -                  |            | -          | -          | 324+   | 72+    |